# Marshall (Film)
Marshall ist eine US-amerikanische Filmbiografie von Reginald Hudlin, die am 13. Oktober 2017 in die US-amerikanischen Kinos kam. Das Filmdrama erzählt von dem afroamerikanischen Rechtsanwalt und späterem Richter Thurgood Marshall.

## Handlung
USA im Jahr 1941: Der afroamerikanische Rechtsanwalt Thurgood Marshall (Chadwick Boseman) arbeitet für die NAACP und übernimmt quer im ganzen Land schwierige Fälle. Vor allem für Angeklagte seiner Hautfarbe ist der junge Anwalt oft die einzige Hoffnung in einem rassistischen Umfeld. Zusammen mit seinem unerfahrenen jüdischen Kollegen Samuel Friedman soll er nun Joseph Spell vertreten, einen schwarzen Chauffeur, der die Frau seines reichen, weißen Arbeitgebers vergewaltigt haben soll, jedoch seine Unschuld beteuert.

## Biografischer Hintergrund
Thurgood Marshall war ein US-amerikanischer Freimaurer und Jurist, der der erste afroamerikanische Richter am Obersten Gerichtshof der USA wurde. Marshall amtierte von 1967 bis 1991, bis er sich aus Alters- und Gesundheitsgründen von seinem Amt zurückzog. Präsident John F. Kennedy schlug Marshall 1961 zum United States Court of Appeals for the Second Circuit vor. Bis 1965 war Marshall an einem Bundesberufungsgericht tätig, bevor ihn Präsident Lyndon B. Johnson zum United States Solicitor General ernannte. Zwei Jahre später wurde Marshall von Johnson mit der Zustimmung des Senats als Nachfolger von Tom C. Clark zum Richter am Obersten Gerichtshof der Vereinigten Staaten ernannt.
1992 verlieh die American Philosophical Society Marshall die Benjamin Franklin Medal for Distinguished Public Service, und am 30. November 1993 wurde Marshall postum die Freiheitsmedaille verliehen, die höchste zivile Auszeichnung in den USA. Das Foley Square Courthouse in New York City, in dem er zeitweise tätig war, wurde 2001 ihm zu Ehren vom US-Kongress in Thurgood Marshall United States Courthouse umbenannt.

## Produktion
Chadwick Boseman spielt den Richter Thurgood Marshall, die Schauspielerin Keesha Sharp übernahm die Rolle von Buster Marshall. Jussie Smollett ist in der Rolle des Schriftstellers der afroamerikanischen Künstlerbewegung Harlem Renaissance Langston Hughes zu sehen. Sterling K. Brown übernahm die Rolle von Joseph Spell, Dan Stevens spielt Lorin Willis, Josh Gad übernahm die Rolle von Sam Friedman, und Kate Hudson spielt Eleanor Strubing.
Der Film wurde in Buffalo und an den nahe gelegenen Niagarafällen gedreht. Die Dreharbeiten wurden am 23. Mai 2016 begonnen und am 1. Juli 2016 beendet.
Die Filmmusik wurde von Marcus Miller komponiert. Der Soundtrack zum Film umfasst 28 Musikstücke und wurde am 29. September 2017 von Warner Bros. Records veröffentlicht. Stand Up for Something, das erste Lied des Soundtracks, wurde von Diane Warren und dem US-amerikanischen Rapper Common geschrieben und von ihm gemeinsam mit der Soul- und R&B-Sängerin Andra Day gesungen.
Der Film wurde erstmals am 21. September 2017 an der Howard University in Washington vorgeführt, feierte am 4. Oktober 2017 im Rahmen des San Diego International Film Festivals seine offizielle Premiere und kam am 13. Oktober 2017 in die US-amerikanischen Kinos, 50 Jahre nachdem Marshall zum Richter am Obersten Gerichtshof der Vereinigten Staaten ernannt wurde.

## Rezeption

### Kritiken und Einspielergebnis
Der Film konnte bislang 81 Prozent der Kritiker bei Rotten Tomatoes überzeugen.
Joe Morgenstern vom Wall Street Journal meint, im Filmtitel werde ein großer Mann einfach Marshall genannt, was bereits darauf hinweise, dass sich der Film mehr mit diesem in seinen früheren Jahren beschäftigt, als mit der Größe, zu der er später gelangt.
Devan Coggan von Entertainment Weekly sagt, Chadwick Boseman, der vormals in Filmbiografien bereits als James Brown [Anm.: in Get on Up] und Jackie Robinson [Anm.: in 42 – Die wahre Geschichte einer Sportlegende] zu sehen war, verkörpere in der Rolle des jungen Thurgood Marshall einen Mann mit einem gesunden Selbstvertrauen, der sich hartnäckig der Wahrheit und Gerechtigkeit hingibt.
Kenneth Turan von der Los Angeles Times sagt, auch wenn der Film von oben nach unten aufgebaut werde, um einen maximalen Unterhaltungswert zu bieten, tue er dies nicht, ohne uns vor dem Verlassen des Kinos daran zu erinnern, dass Schlachten wie diese noch lange nicht vorbei sind.
Die weltweiten Einnahmen aus Kinovorführungen belaufen sich auf bislang 10,1 Millionen US-Dollar.

### Auszeichnungen
Am 18. Dezember 2017 gab die Academy of Motion Picture Arts and Sciences bekannt, dass sich der Song Stand Up for Something in einer Vorauswahl von 70 Liedern befindet, aus der die Nominierungen in der Kategorie Bester Filmsong im Rahmen der Oscarverleihung 2018 bestimmt werden. Am gleichen Tag gab die Academy bekannt, dass sich Marcus Millers Arbeit auf einer Shortlist befindet, aus der die Nominierungen in der Kategorie Beste Filmmusik erfolgen werden. Im Folgenden eine Auswahl von Nominierungen und Auszeichnungen im Rahmen bekannter Filmpreise.
Black Reel Awards 2018
- Nominierung als Bester Film (Reginald Hudlin, Jonathan Sanger und Paula Wagner)
- Nominierung für die Beste Regie (Reginald Hudlin)
- Nominierung als Bester Hauptdarsteller (Chadwick Boseman)
- Nominierung als Bestes Ensemble (Casting: Victoria Thomas)
- Nominierung für die Beste Filmmusik (Marcus Miller)
- Nominierung als Bester Filmsong (Common, Andra Day und Diane Warren für Stand Up for Something)
- Nominierung als Bester Nachwuchsdarsteller (Sterling K. Brown)'[17]

Critics’ Choice Movie Awards 2018
- Nominierung als Bestes Lied (Stand Up for Something)[18]

Grammy Awards 2018
- Nominierung als Best Song Written For Visual Media (Common, Andra Day und Diane Warren für Stand Up for Something)[19]

Hollywood Film Awards 2017
- Auszeichnung mit dem Hollywood Song Award (Diane Warren und Andra Day für Stand Up for Something)[20]

Hollywood Music in Media Awards 2017
- Nominierung in der Kategorie Original Song – Feature Film (Stand Up for Something)[21]

NAACP Image Awards 2018
- Nominierung als Bester Film
- Nominierung für die Beste Regie (Reginald Hudlin)
- Nominierung als Bester Hauptdarsteller (Chadwick Boseman)
- Nominierung als Bester Nebendarsteller (Sterling K. Brown)
- Nominierung als Beste Nebendarstellerin (Keesha Sharp)
- Nominierung als Beste Künstlerin (Andra Day)
- Nominierung als Bestes Duo (Andra Day feat. Common für Stand Up for Something)[22]

Phoenix Film Critics Society Awards 2017
- Nominierung in der Kategorie The Overlooked Film of the Year[23]

Satellite Awards 2017
- Auszeichnung als Bester Filmsong (Stand Up for Something)